# Them
Them – północnoirlandzki zespół rockowy założony w Belfaście w kwietniu 1964, aktywny w latach 1964–1972 i 1979. Zespół najbardziej znany jest z utrzymanego w stylu rocka garażowego przeboju Gloria. Najsłynniejszym członkiem zespołu był wokalista Van Morrison.

## Skład zespołu
- Van Morrison – wokal, harmonijka ustna, tamburyn
- Billy Harrison – gitara
- Eric Wrixon – fortepian, instrumenty klawiszowe
- Alan Henderson – gitara basowa
- Ronnie Millings – perkusja

## Dyskografia
- The Angry Young Them (1965)
- Them Again (1966)
- Them Belfast Gypsies (1967)
- Now and Them (1968)